# Marit Raaijmakers
Marit Raaijmakers (Hippolytushoef, 2 giugno 1999) è una pistard e ciclista su strada olandese che corre per il team Human Powered Health.

## Palmarès

### Strada
- 2021 (Parkhotel Valkenburg, due vittorie)

1ª tappa Watersley Womens Challenge (Sittard-Geleen > Sittard-Geleen)
Classifica generale Watersley Womens Challenge

#### Altri successi
- 2021 (Parkhotel Valkenburg)

Classifica scalatori Watersley Womens Challenge
Classifica giovani Trophée des Grimpeuses Vresse-sur-Semois

### Pista
- 2017

Campionati olandesi, Derny
- 2019

Campionati olandesi, Derny
- 2021

Campionati olandesi, Corsa a eliminazione
- 2022

4 Jours de Genève, Corsa a punti (Ginevra)
4 Jours de Genève, Omnium (Ginevra)
Campionati olandesi, Inseguimento individuale
Campionati olandesi, Corsa a punti
Campionati olandesi, Inseguimento a squadre (con Lorena Wiebes, Mylène de Zoete, Nina Kessler e Babette van der Wolf)
Campionati olandesi, Americana (con Lorena Wiebes)
- 2023

Six Day Berlin, Americana (Berlino, con Mylène De Zoete)
Campionati olandesi, Corsa a punti
Campionati olandesi, Americana (con Lorena Wiebes)

## Piazzamenti

### Grandi Giri
- Giro d'Italia

2019: 100ª
2023: 94ª
- Tour de France

2022: 63ª
2024: non partita (8ª tappa)
- Vuelta a España

2024:  ritirata (5ª tappa)

### Competizioni mondiali
- Campionati del mondo su strada

Bergen 2017 - Cronometro Junior: 6ª
Bergen 2017 - In linea Junior: 24ª
Innsbruck 2018 - Cronosquadre: 12ª
- Campionati del mondo su pista

Montichiari 2017 - Americana Junior: 4ª
Montichiari 2017 - Corsa a punti Junior: 6ª
Saint-Quentin-en-Yvelines 2022 - Inseguimento a squadre: 5ª
Saint-Quentin-en-Yvelines 2022 - Americana: 6ª
Glasgow 2023 - Corsa a punti: 6ª
Glasgow 2023 - Americana: 10ª
Glasgow 2023 - Omnium: 12ª
Glasgow 2023 - Corsa a eliminazione: 16ª

### Competizioni europee
- Campionati europei su pista

Montichiari 2016 - Inseguimento a squadre Junior: 2ª
Montichiari 2016 - Inseguimento individuale Junior: 22ª
Montichiari 2016 - Corsa a punti Junior: 2ª
Anadia 2017 - Inseguimento a squadre Junior: 2ª
Anadia 2017 - Inseguimento individuale Junior: 8ª
Anadia 2017 - Corsa a punti Junior: 5ª
Aigle 2018 - Corsa a punti Under-23: 7ª
Aigle 2018 - Omnium Under-23: 16ª
Pordenone 2019 - Derny: 2ª
Apeldoorn 2021 - Inseguimento a squadre Under-23: 3ª
Apeldoorn 2021 - Americana Under-23: 2ª
Grenchen 2021 - Inseguimento a squadre: 6ª
Grenchen 2021 - Americana: 8ª
Monaco di Baviera 2022 - Inseguimento a squadre: 5ª
Monaco di Baviera 2022 - Americana: 8ª
Grenchen 2023 - Corsa a punti: 4ª
Grenchen 2023 - Americana: 8ª
Apeldoorn 2024 - Corsa a punti: 6ª
Apeldoorn 2024 - Americana: 5ª
Apeldoorn 2024 - Omnium: 9ª